# Бажина Любов Іванівна
Любов Іванівна Бажина — радянська і російська співачка. Заслужена артистка Російської Федерації (2002).

## Біографія
Народилася 25 грудня 1943 року в Кіровській області, селищі Стрижі. Після школи працювала вчителькою в селі Монастирщина. Закінчила Всесоюзну творчу майстерню естрадного мистецтва (м. Москва, ВДНГ). Три роки працювала в Кіровській філармонії, була солісткою Ленінградського Мюзик-холу, гастролювала по СРСР і за кордоном. У 1991 році повернулася в Кіровську область, продовжуючи виступати з піснями про рідний край і піснями на вірші місцевої поетеси Л. В. Ішутінової. Померла 28 січня 2012 року.

## Роботи
- 1965 - З тобою, Росія! (фільм-концерт) - виконання пісні «Тече річка Волга» (на 27 хвилині).
- 1974 - Ленінградський Мюзик-хол (платівка C60-05265-6) - пісні: «Любовь, как лодочка» (5), «Земля дорогая» (7)[3][4].
- 1976 - Дівочі переспіви (фільм-концерт) - виконання пісень.